# Ágygömb és seprűnyél
Az Ágygömb és seprűnyél (eredeti cím: Bedknobs and Broomsticks) 1971-ben bemutatott brit–amerikai vegyes technikájú film, amelyben valós és rajzolt díszletek, élő és rajzolt szereplők közösen szerepelnek. A film Mary Norton azonos című regénye alapján készült. A játékfilm rendezője Robert Stevenson, producere Bill Walsh. A forgatókönyvet Bill Walsh és Don DaGradi írta, a zenéjét Richard M. Sherman, Robert B. Sherman és Irwin Kostal szerezte. A főszereplői Angela Lansbury, David Tomlinson, Ian Weighill, Cindy O’Callaghan, Roy Snart és Roddy McDowall. A mozifilm a Walt Disney Productions gyártásában készült, a Buena Vista Distribution forgalmazásában jelent meg. Műfaja zenés fantasyfilm.
Amerikában 1971. október 7-én mutatták be a mozikban, Magyarországon 1992. október 31-én az MTV1-en vetítették le a televízióban.

## Betétdalok
- The Old Home Guard
- The Age of Not Believing (received an Oscar nomination for Best Original Song)
- Eglantine
- Portobello Road
- The Beautiful Briny
- Substitutiary Locomotion
- A Step in the Right Direction
- Solid Citizen
- Fundamental Element (sections were incorporated into "Don't Let Me Down")

## Televíziós megjelenések
TV-1 